# Ectemnius nigritarsus
Ectemnius nigritarsus ist eine Grabwespe aus der Familie der Crabronidae. Der Namenszusatz nigritarsus kommt aus dem Lateinischen und bedeutet „schwarzfüßig“.

## Merkmale
Die weiblichen Wespen erreichen eine Körperlänge von 10 bis 13 Millimetern, die Männchen sind geringfügig kleiner. Ectemnius nigritarsus kann mit einigen sehr ähnlichen verwandten Arten der Gattung Ectemnius verwechselt werden. Der Thorax ist vollständig schwarz gefärbt. Der Scapus ist gelb gefärbt. Außerdem sind die Mandibeln zum Teil gelb gefärbt. Die vorderen Tibien (Schienen) weisen einen gelben Abschnitt auf, die mittleren Tibien einen größeren gelben Abschnitt, die hinteren Tibien sind fast vollständig gelb gefärbt. Der Hinterleib weist paarig gelbe Flecke auf.

## Vorkommen
Ectemnius nigritarsus ist in Mitteleuropa verbreitet. Die Art fehlt offenbar auf den Britischen Inseln und in Skandinavien. In Nordrhein-Westfalen (Stand 2009) wird die Art auf der Roten Liste in der Kategorie R ("Sehr seltene Art bzw. Arten mit geographischer Restriktion") geführt.

## Lebensweise
Die Lebensweise von Ectemnius nigritarsus ist vergleichbar mit der anderer Arten der Gattung Ectemnius. Die Weibchen legen in Weichholz ihre Nisthöhlen an und bevorraten diese mit erbeuteten Fliegen.